# Cyclops salmoneus
Cyclops salmoneus – gatunek widłonoga z rodziny Cyclopidae. Po raz pierwszy zgodnie z zasadami nazewnictwa binominalnego opisał go w 1793 roku duński entomolog Johan Christian Fabricius, nadając mu nazwę Monoculus salmoneus.